# Ledebouria leptophylla
Ledebouria leptophylla är en sparrisväxtart som först beskrevs av John Gilbert Baker, och fick sitt nu gällande namn av Stephanus Venter. Ledebouria leptophylla ingår i släktet Ledebouria och familjen sparrisväxter. Inga underarter finns listade i Catalogue of Life.